# Alberto Gilardino
Alberto Gilardino (Biella, 5 luglio 1982) è un allenatore di calcio ed ex calciatore italiano, di ruolo attaccante, tecnico del Pisa.
Occupa la decima posizione nella classifica dei migliori realizzatori della Serie A, a pari merito con Giuseppe Signori e Alessandro Del Piero. Con il Milan, squadra nella quale ha militato dal 2005 al 2008, ha conquistato una UEFA Champions League, una Supercoppa UEFA e una Coppa del mondo per club FIFA. 
Con la nazionale italiana è diventato campione del mondo nel 2006.

## Biografia
Si è sposato nel 2009 con Alice Bregoli; la coppia ha tre figlie. Una di esse, Ginevra, è fidanzata con il giovane calciatore Christian Comotto, figlio di Gianluca, suo ex-compagno di squadra alla Fiorentina. Da giocatore ogni volta che segnava una rete esultava mimando l'azione del suonare il violino; a seguito di ciò alcuni lo hanno soprannominato Violinista e i tifosi del Parma gli hanno dedicato il coro "Gilardino, suonaci il violino". Nel 2009 il cantautore Povia gli ha dedicato un album dal titolo Centravanti di mestiere.

## Caratteristiche tecniche

### Giocatore
Era un attaccante che prediligeva farsi servire in area di rigore, dove poteva sfruttare le sue doti di tempismo e opportunismo e le sue capacità di proteggere la palla, facendosi trovare in posizione sui cross dei compagni. Era inoltre capace di dare profondità alla squadra e di tirare di prima intenzione, così come di difendersi spalle alla porta e concludere a rete. Era anche abile nei colpi di testa e nell'acrobazia.
Era un destro naturale, ma negli anni al Parma seppe parzialmente migliorarsi anche col sinistro.

### Allenatore
Come allenatore al Genoa impiegava prevalentemente il modulo 3-5-2.

## Carriera

### Giocatore

#### Club

##### Esordio al Piacenza
Residente dalla nascita a Cossato, in provincia di Biella, inizia a giocare con la Cossatese, la squadra del paese natale, presso la quale rimane fino alla categoria Under-15 dei Giovanissimi.
Dopo un altro anno nelle giovanili della Biellese sotto la guida di Luca Prina passa al Piacenza, dove cresce nelle squadre Allievi e Primavera, per poi approdare in prima squadra. Il tecnico Luigi Simoni lo fa esordire in Serie A a 17 anni, il 6 gennaio 2000 in Piacenza-Milan. La stagione del Piacenza termina con la retrocessione in Serie B, ma Gilardino riesce comunque a mettersi in evidenza segnando 3 gol in 17 presenze in campionato.

##### Verona
Dopo aver giocato con il Piacenza 3 partite con due reti nei turni eliminatori della Coppa Italia 2000-2001, nel settembre del 2000 Gilardino, già considerato un talento, passa al Verona, che ne acquisisce il cartellino in comproprietà. Al Piacenza vanno 7,5 miliardi di lire. Con il Verona il centravanti disputerà due stagioni, sotto la guida dapprima di Attilio Perotti, poi di Alberto Malesani.
La sera del 26 aprile 2001, rimane coinvolto in un pericoloso incidente stradale: incrociando un camion, con la sua auto (a bordo della quale si trovavano altre 3 persone) finisce nel fiume Sile, ma riesce ad uscirne prima dell'inabissamento, aiutando anche i passeggeri. Il sinistro gli causa la frattura dello sterno costringendolo a chiudere anzitempo la stagione.

##### Parma
Nel 2002 passa al Parma, fortemente voluto dal tecnico Prandelli. Con i ducali esordisce nelle coppe europee trovando, nella stagione 2003-04, il primo gol in campo internazionale. In campionato realizza 23 reti, portando gli emiliani a sfiorare la qualificazione in Champions League.
Il torneo 2004-05 lo vede andare a segno ancora per 23 volte contribuendo al raggiungimento dello spareggio-salvezza. Nella partita di ritorno con il Bologna, marca il gol del definitivo 2-0 che certifica la salvezza parmense.

##### Milan
Il fruttuoso triennio in gialloblù gli vale l'interesse del Milan, che lo acquista per 25 milioni nel luglio del 2005. Con la formazione rossonera trova, il 1º novembre 2006, la prima realizzazione in Champions League (nel 4-1 contro l'Anderlecht): nelle precedenti 10 presenze nella massima competizione continentale, non era infatti mai andato in gol. A fine stagione vince la coppa, pur subentrando in campo solo nel secondo tempo della semifinale di ritorno contro il Manchester United, segnando il gol del conclusivo 3-0, e negli ultimi minuti della finale con il Liverpool. L'esclusione da quest'ultima partita, unita all'amarezza che il giocatore dichiara di provare, fa paventare una possibile cessione a seguito di un colloquio con la dirigenza il centravanti decide comunque di rimanere a Milano.
Il 24 ottobre 2007, nella vittoria per 4-1 contro lo Shakhtar Doneck, segna la prima doppietta in Champions League (che corrisponde alla seconda in Europa). Durante la seconda parte di stagione, il tecnico Ancelotti lo impiega con minor frequenza vista anche l'esplosione di Pato. In seguito, l'attaccante descriverà gli ultimi mesi trascorsi al Milan come il peggior periodo della sua carriera pur ribadendo la positività della sua esperienza e la stima per la società rossonera.

##### Fiorentina

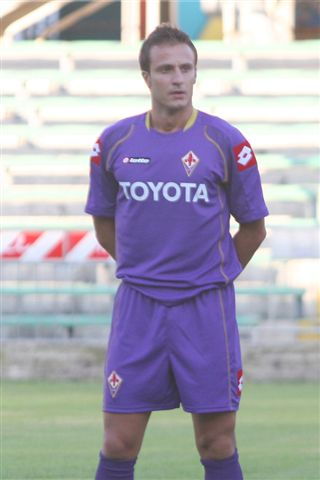
Gilardino alla Fiorentina nel 2008

Subito dopo la fine del campionato 2007-08, Pantaleo Corvino (direttore sportivo della Fiorentina) annuncia l'acquisto del giocatore da parte del club viola. La società toscana sborsa 14 milioni di euro per assicurarsi l'attaccante che si dichiara subito entusiasta della nuova esperienza. All'esordio in viola, segna un gol contro lo Slavia Praga nell'andata dei preliminari di Champions League, vinta per 2-0. Il 31 agosto, alla prima giornata di campionato, realizza la rete che vale il pareggio contro la Juventus.
Il 18 ottobre segna una doppietta alla Reggina, tagliando il traguardo dei 100 gol in Serie A. In questo avvio di stagione stabilisce un record: diventa infatti il giocatore italiano ad avere segnato più reti nei primi 26 anni di età dal dopoguerra in poi, preceduto soltanto dall'oriundo Altafini con 117 reti e seguito da Roberto Baggio e Gigi Riva con 92 reti.
Il 27 ottobre 2008 subisce dal giudice sportivo tramite prova televisiva una squalifica di due giornate per condotta gravemente antisportiva, per avere segnato, non visto dal direttore di gara Morganti, un gol di mano in maniera volontaria nel corso della gara vinta dalla Fiorentina per 3-1 in casa del Palermo. Gilardino ribadisce in più occasioni l'involontarietà del gesto, attribuendone la causa all'intervento del difensore Dellafiore, che lo marcava.
Il 25 aprile 2009 mette a segno una doppietta nella vittoria interna della Fiorentina sulla Roma per 4-1, e raggiunge la quota di 100 gol segnati negli ultimi 6 anni: nello stesso periodo in Europa soltanto Eto'o, Henry e Toni hanno segnato più gol. Termina la stagione con 35 presenze e 19 reti, tutte segnate su azione, raggiungendo il 4º posto nella classifica marcatori (2º posto non considerando i rigori) e contribuendo in modo determinante al 4º posto raggiunto dalla Fiorentina in campionato.
Nella stagione 2009-2010 in Champions League realizza ad Anfield nei minuti di recupero il gol che dà alla Fiorentina la vittoria per 2-1 sul Liverpool e le permette di qualificarsi agli ottavi come prima del girone. In questa occasione raggiunge quota 10 reti in maglia viola nelle competizioni europee eguagliando il primato di Batistuta. Gilardino definirà questo gol come il più importante della sua carriera. La stagione si conclude con 4 reti in 9 partite di Champions League e 15 in campionato con 36 presenze.
Nella stagione 2010-2011, il 27 febbraio 2011, portando in vantaggio per 1-0 la Fiorentina sul campo del Bari realizza il nono gol in campionato e il duecentesimo in carriera da professionista (138 in Serie A, 8 in Coppa Italia, 13 in Champions League, 5 in Coppa UEFA, 17 nella Nazionale maggiore, 15 nell'Under 21 e 4 nella Nazionale olimpica). Il 6 marzo 2011 va a segno in Fiorentina-Catania 3-0; è il 44º gol in Serie A con la maglia della Fiorentina, che lo porta al 10º posto tra i marcatori viola ed al 30º posto nella classifica dei cannonieri di tutti i tempi. Concluderà la Stagione con 35 presenze e 12 reti in campionato.
Il 21 agosto segna la prima rete stagionale in Fiorentina-Cittadella, terminata 2-1. Realizza invece il suo primo gol stagionale in campionato alla seconda giornata contro il Bologna. Il 17 dicembre segna la sua seconda rete in stagione dopo 9', raggiungendo quota 170 gol. Saranno 12 le presenze con 2 reti appunto in campionato, per questo scampolo di stagione a Firenze.

##### Genoa
Il 3 gennaio 2012 viene ufficializzato il suo trasferimento al Genoa per € 8 milioni. Con la casacca rossoblù sceglierà, essendo il numero 11 occupato da Boško Janković, il numero 82. Trova l'esordio con la nuova maglia l'8 gennaio 2012, nella partita di campionato Cagliari-Genoa, terminata 3-0 a favore della squadra di casa Domenica 29 gennaio, in occasione della partita contro il Napoli, trova il suo primo gol con la maglia rossoblù nello stadio Luigi Ferraris. Trova la sua prima doppietta su calcio di rigore, con la maglia rossoblù, a San Siro, contro l'Inter (partita terminata poi con il punteggio di 5-4 per i nerazzurri). Realizza il suo quarto gol domenica 13 maggio contro il Palermo (partita finita 2-0), aiutando così la squadra ligure a raggiungere la salvezza con 6 punti di vantaggio sulla zona retrocessione, mentre saranno 14 le presenze in campionato.
Deferito per i fatti di Genoa-Siena 1-4 della stagione 2011-2012 (pressioni da parte dei tifosi allo stadio con i giocatori che si dovettero togliere la maglia), il 6 ottobre 2012 la Procura federale ha chiesto 30.000 euro di multa per Gilardino e altri suoi 14 compagni di squadra.

##### Prestito al Bologna e ritorno a Genova
Il 31 agosto 2012 viene ceduto al Bologna in prestito con diritto di riscatto. Fa il suo esordio con la maglia emiliana il 1º settembre 2012, nella partita persa contro il Milan, subentrando a Robert Acquafresca. Il 16 settembre 2012 segna le prime due reti e fornisce l'assist per il gol di Diamanti, con la nuova squadra nella vittoriosa trasferta in casa della Roma conclusasi con il punteggio di 2-3. Si ripete ancora il 30 settembre 2012, mettendo a segno una doppietta nella partita vinta per 4-0 contro il Catania, nella quale il bomber biellese siglerà il suo 150º gol nella massima serie Si rende quindi protagonista di un inizio di campionato convincente, andando a segno 5 volte nelle prime 5 partite giocate con la maglia felsinea. Va a segno in campionato anche contro il Chievo il 12 gennaio 2013 siglando una doppietta nell'anticipo della 19ª giornata. Il 3 febbraio 2013, nella partita esterna contro il Pescara vinta in rimonta per 3-2, festeggia la 400ª partita in Serie A, realizzando anche la rete del momentaneo 2-2 portandosi a 10 gol in campionato. Il 21 aprile 2013 nella gara interna contro la Sampdoria (terminata 1-1), entra nella storia del Bologna, siglando la rete numero 3000 della storia dei felsinei nei campionati a girone unico, ovvero dalla stagione 1929-1930. Colleziona 36 presenze segnando 13 reti in campionato, ma al termine della stagione il giocatore non viene riscattato e fa quindi ritorno al Genoa.
Tornato al Genoa, in estate viene dichiarato incedibile dal presidente Enrico Preziosi, su richiesta dell'ex centrocampista Fabio Liverani divenuto da poco il nuovo allenatore rossoblù. Segna il suo primo gol stagionale il 17 agosto contro lo Spezia in Coppa Italia, nella sconfitta ai calci di rigore dopo il 2-2 maturato nei tempi regolamentari. Il 20 ottobre segna la prima doppietta in rossoblù nella partita casalinga contro il ChievoVerona vinta 2-1 Il 6 gennaio 2014 segna su rigore l'ottavo gol stagionale segnando il temporaneo 1-0 contro il Sassuolo che porta il Genoa a conseguire le 500 vittorie di Serie A con la formula del girone unico. Al termine dell'annata, arriva a quota 174 gol complessivi in Serie A, raggiungendo Amedeo Amadei al 13º posto nella classifica marcatori di tutti i tempi nella massima serie. Termina la stagione con 36 presenze e 15 gol in campionato.

##### Guangzhou Evergrande e ritorno a Firenze
Il 12 luglio 2014 il Genoa comunica di averlo ceduto a titolo definitivo al Guangzhou E. per € 5 milioni. Il 3 agosto firma la prima rete dell'avventura asiatica nella gara contro il Changchun Yatai, valevole per la 19ª giornata della Super League. Il 13 agosto seguente segna la sua prima doppietta con la maglia del Guangzhou contro il Dalian Aerbin. Il 2 novembre vince la Chinese Super League 2014 grazie al pareggio per 1-1 contro lo Shandong Taishan all'ultima giornata. Conclude la sua prima stagione in Cina con 14 presenze e 5 gol in campionato.
Il 26 gennaio 2015 viene ufficializzato il ritorno alla Fiorentina con la formula del prestito fino al 30 giugno 2015, con diritto di riscatto fissato a € 1,5 milioni. Il 31 gennaio fa il suo nuovo esordio contro il Genoa (1-1). Torna a segnare con la maglia viola il 26 aprile, nella partita contro il Cagliari, realizzando il suo 175º gol in Serie A. Si ripete il 3 maggio seguente, segnando il gol del definitivo 3-1 nella partita contro il Cesena. Il 18 maggio segna un gol contro il Parma, sua ex squadra, nella vittoria della Fiorentina per 3-0. La sua seconda esperienza viola si chiude con 14 presenze e 4 reti; al termine della stagione, la società gigliata decide di non riscattarlo e di conseguenza il giocatore torna in Cina.

##### Palermo
Il 27 agosto 2015, a 33 anni, viene ingaggiato a titolo definitivo dal Palermo militante in Serie A. Esordisce in maglia rosanero nel pareggio per 2-2 contro il Carpi il 13 settembre. Il 4 ottobre, con la sua squadra sotto per 3-0, segna la sua prima rete stagionale nella sconfitta casalinga contro la Roma (2-4) superando con 179 reti Giampiero Boniperti nella Classifica dei marcatori della Serie A. Il 15 maggio nella partita interna contro il Verona, realizzando il gol del momentaneo 3-1, regala la salvezza alla formazione rosanero diventando inoltre il giocatore che ha segnato contro più squadre diverse nella storia della Serie A (39). Conclude la stagione con 11 reti segnate, delle quali 10 in campionato, raggiungendo con 188 gol Giuseppe Signori ed Alessandro Del Piero nella classifica all-time dei marcatori della Serie A. In questa stagione è anche il giocatore ad aver realizzato più gol di testa (5) andando a segno in tale modo contro Chievo Verona, Frosinone (2), Fiorentina ed Hellas Verona. Con il Palermo ha segnato le sue ultime reti in Serie A.

##### Empoli e Pescara
Il 7 luglio 2016 firma con l'Empoli, con il quale ottiene 14 presenze nella prima parte del campionato, partendo spesso dalla panchina, e realizza solo un gol in Coppa Italia.
Il 9 gennaio 2017 risolve il contratto con l'Empoli e firma un accordo con il Pescara, guidato dal suo ex-compagno di squadra e Nazionale Massimo Oddo. Esordisce con gli abruzzesi il 15 gennaio, nella partita persa 3-1 contro il Napoli al San Paolo. Fermato da alcuni problemi fisici, ottiene solamente 3 presenze con il Pescara che retrocede in Serie B come ultimo in classifica.

##### Spezia e ritiro
Scaduto il suo contratto col Pescara rimane svincolato per tre mesi, finché il 3 ottobre 2017 non firma per lo Spezia, scendendo di categoria e indossando la maglia numero 10. Debutta in Serie B, a 35 anni, quattro giorni dopo nella sconfitta per 1-0 col Cesena. Segna il suo primo gol in serie cadetta su calcio di rigore, nella gara casalinga contro il Frosinone.
Il 28 marzo 2018, nella trasferta di Cittadella, regala i tre punti allo Spezia con una doppietta, segnando il gol decisivo con un tiro al volo da posizione defilata: i cronisti e gli sportivi associano questa prodezza al gol segnato da Marco van Basten all'Unione Sovietica nel corso del campionato d'Europa 1988; lo stesso Gilardino dichiarerà alla stampa di giudicare il gol come uno dei più belli della sua carriera. In tutto segna 6 reti in 16 partite contribuendo alla salvezza della squadra col 10º posto, dopo aver lottato a lungo per una qualificazione ai play-off promozione. A fine stagione rescinde il suo contratto con il club ligure e il 20 settembre 2018 annuncia il ritiro dal calcio giocato.

#### Nazionale

##### Nazionale Under-21 e olimpica
Con la nazionale Under-21 guidata dal tecnico Claudio Gentile ha vinto l'Europeo Under-21 2004, fregiandosi anche dei titoli di migliore giocatore e capocannoniere della manifestazione con 4 gol. Chiude l'esperienza negli Azzurrini con 24 presenze e 15 reti tra il 2000 e il 2004, tuttora primatista di gol ex aequo con Andrea Pirlo.
Con la nazionale olimpica nell'estate 2004 disputa i Giochi di Atene 2004, dove l'Italia, sempre affidata al selezionatore Gentile, conquista la medaglia di bronzo con suo gol decisivo nella finale per il terzo posto contro l'Iraq.

##### Nazionale maggiore

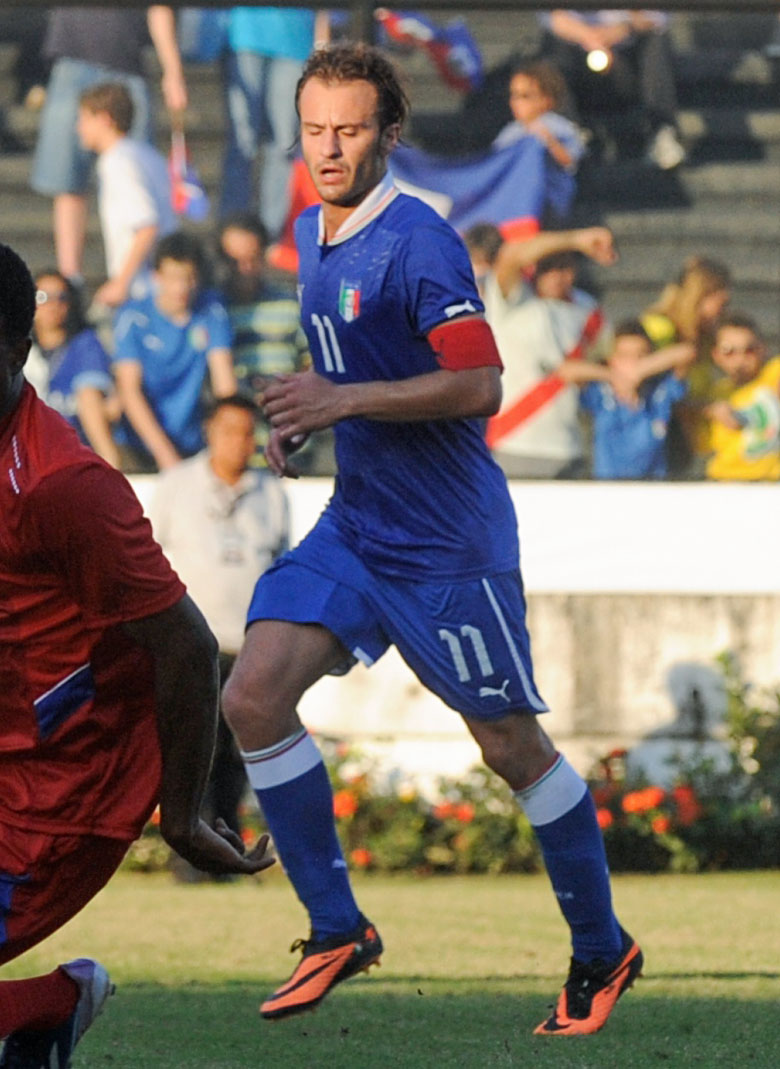
Gilardino capitano della nazionale nel 2013, durante un'amichevole a Rio de Janeiro contro.

Convocato dal CT Marcello Lippi, esordisce in nazionale il 4 settembre 2004, a 22 anni, in occasione della partita Italia-Norvegia (2-1), valida per le qualificazioni mondiali. Il successivo 13 ottobre realizza il suo primo gol nella partita Italia-Bielorussia (4-3) disputata a Parma. Il selezionatore lo considera subito un titolare e lo impiega con continuità, spesso in coppia con Luca Toni.
Viene quindi inserito nella lista dei 23 convocati per il campionato del mondo 2006 in Germania. Nella seconda partita del girone, pareggiata 1-1 contro gli Stati Uniti, mette a segno il gol dell'Italia con un colpo di testa su punizione di Pirlo. Autore di prestazioni altalenanti, Gilardino è protagonista in occasione della semifinale di Dortmund contro la Germania quando, nei primi minuti del primo tempo supplementare, colpisce il palo dopo una discesa dalla fascia e poi serve l'assist per il gol del 2-0 di Alessandro Del Piero all'ultimo minuto del secondo tempo supplementare. Non scende in campo nella finale di Berlino vinta ai rigori contro la Francia ma, con 5 presenze e 1 gol, è uno dei protagonisti della conquista del 4º titolo mondiale dell'Italia.
Nei due anni successivi, pur segnando un gol il 6 settembre 2006 nella sconfitta per 3-1 contro la Francia a Parigi nelle qualificazioni europee, ottiene solo 5 presenze con il nuovo CT Roberto Donadoni, e anche a causa della sua ultima opaca stagione con il Milan non viene convocato per il campionato d'Europa 2008.
Ritorna in nazionale il 20 agosto 2008, con il CT Lippi tornato sulla panchina degli Azzurri, per l'amichevole contro l'Austria dove ritrova anche il gol allo scadere del primo tempo permettendo all'Italia di accorciare le distanze. Il 10 giugno 2009 realizza la sua prima doppietta in nazionale nella partita amichevole contro la Nuova Zelanda disputata a Pretoria, e successivamente partecipa alla Confederations Cup che vede però l'Italia eliminata al primo turno.
Il 10 ottobre 2009, dopo essere entrato nella ripresa, segna il gol del definitivo pareggio (2-2) nella gara disputata contro l'Irlanda a Dublino che certifica la qualificazione dell'Italia al Mondiale 2010. Il successivo 14 ottobre, nell'ultima partita del girone di qualificazione, realizza la sua prima tripletta in nazionale nella gara vinta 3-2 in rimonta contro Cipro a Parma. Viene convocato per il campionato del mondo 2010 in Sudafrica, dove gioca come titolare nelle prime due partite del girone, pareggiate contro Paraguay e Nuova Zelanda. Sostituito in entrambe le gare, viene poi lasciato in panchina nella terza partita, la fatale sconfitta contro la Slovacchia che sancisce l'eliminazione dell'Italia.

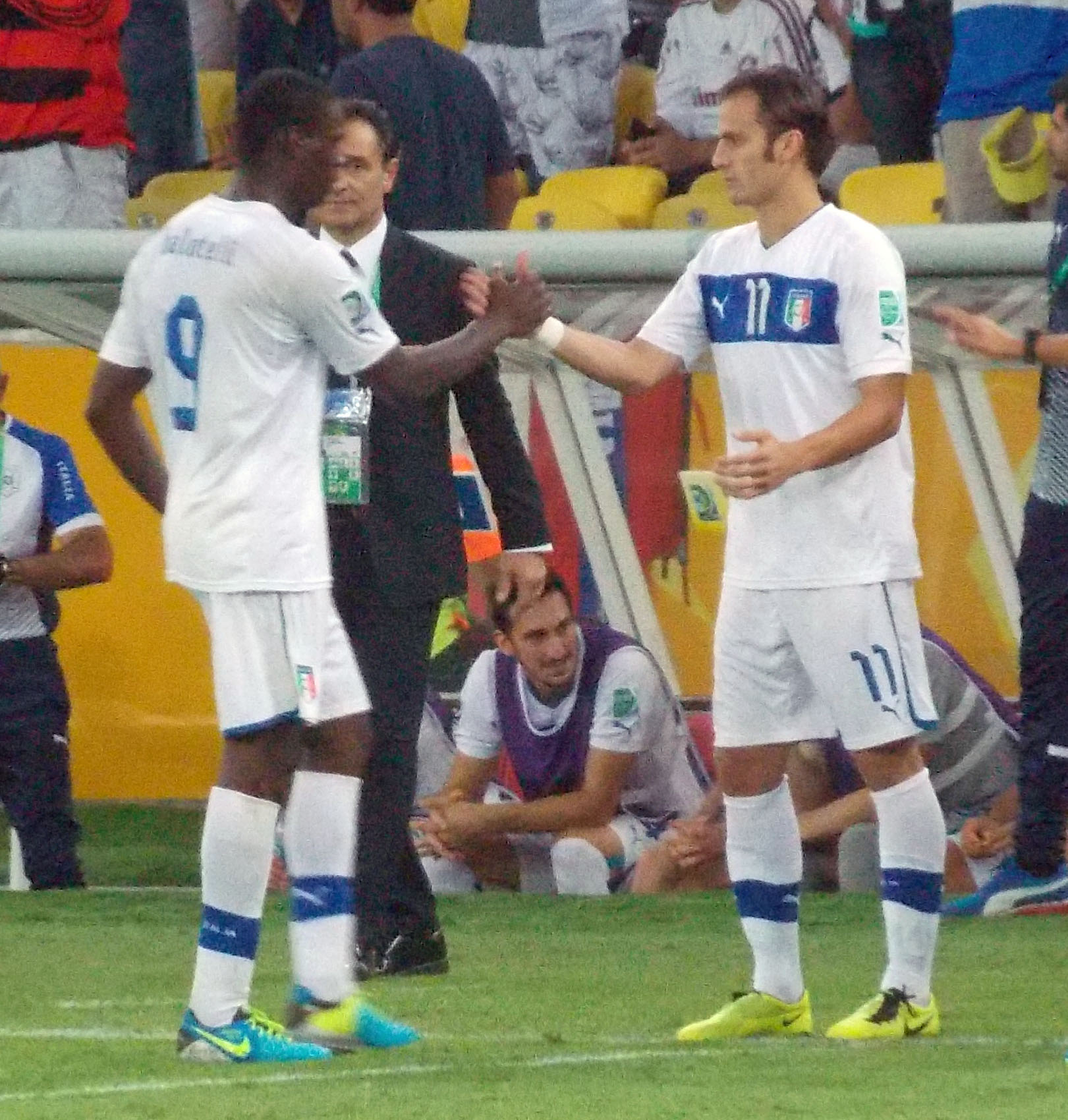
Gilardino (a destra) subentra a Mario Balotelli durante la sfida contro il nella Confederations Cup 2013 in Brasile.

Dopo il disastroso Mondiale viene nominato come nuovo CT il suo ex allenatore Cesare Prandelli. Il 29 marzo 2011 Gilardino scende in campo indossando la fascia di capitano nella partita amichevole Ucraina-Italia (0-2) disputata a Kiev: 30 anni dopo Giancarlo Antognoni un giocatore della Fiorentina è nuovamente capitano azzurro. Non convocato per il campionato d'Europa 2012, dopo una lunga assenza Gilardino torna in campo con la maglia della nazionale il 6 febbraio 2013, nell'amichevole contro i Paesi Bassi ad Amsterdam, nella quale subentra nel finale fornendo l'assist per la rete del pareggio di Marco Verratti. Ritrova il gol in nazionale nell'amichevole del successivo 31 maggio contro San Marino, conclusasi 4-0 in favore degli Azzurri. Inserito dal CT Prandelli nella lista dei 23 calciatori convocati per la Confederations Cup 2013, esordisce nella prima gara del girone contro Messico, subentrando nel finale del secondo tempo a Mario Balotelli. Dopo l'infortunio di quest'ultimo, Gilardino gioca titolare nelle successive partite disputate dall'Italia, ovvero la semifinale contro la Spagna e la finale per il terzo posto vinta contro l'Uruguay.
Il 6 settembre 2013, complici le squalifiche di Balotelli e di Osvaldo, viene schierato titolare nella partita delle qualificazioni mondiali contro la Bulgaria, nella quale segna il gol del definitivo 1-0 per gli Azzurri. Raggiunge così Roberto Bettega a quota 19 gol nella classifica cannonieri di tutti i tempi della nazionale, mettendo inoltre a segno la prima rete di un giocatore genoano in nazionale dopo 57 anni di distanza dal gol di Riccardo Carapellese in Italia-Francia del 15 febbraio 1956. La sua ultima presenza in nazionale rimane la partita di qualificazione contro la Danimarca disputata l'11 ottobre 2013 a Copenaghen, in quanto, nonostante la buona stagione in campionato con il suo club (in cui è autore di 15 gol), il CT Prandelli non lo inserisce nella lista dei convocati per il campionato del mondo 2014.

### Allenatore e dirigente

#### Gli inizi
Conclusa la carriera da calciatore all'età di 36 anni, avendo frattanto ottenuto le licenze da allenatore UEFA A e UEFA B, il 7 ottobre 2018 viene ingaggiato dal Rezzato, militante in Serie D, per ricoprire gli incarichi di direttore tecnico e assistente dell'allenatore Luca Prina (peraltro suo mister nei Giovanissimi della Biellese nella stagione 1996-1997). A metà ottobre sostituisce in panchina Prina, squalificato, guidando il Rezzato alla vittoria in trasferta contro la Caronnese. Il 28 febbraio 2019 diventa allenatore della squadra, con Prina che lo rileva alla carica di direttore tecnico. Termina la stagione regolare nel girone B al quarto posto con 65 punti e ai play-off viene eliminato nella semifinale del girone per mano della Pro Sesto, poi vincitrice.

#### Pro Vercelli e Siena
L'11 luglio 2019 firma per la Pro Vercelli, squadra militante nel campionato di Serie C, allenando così per la prima volta in un campionato professionistico. La squadra si piazza 14ª nel girone A e il 21 luglio 2020 lascia il club piemontese.
L’8 settembre seguente viene ufficializzato come nuovo allenatore del Siena che riparte dalla Serie D. L'11 gennaio 2021, di comune accordo con la società toscana, interrompe la sua esperienza sulla panchina senese con la squadra al 2º posto con 2 partite in meno della capolista Tiferno Lerchi. Esattamente un mese dopo fa ritorno sulla panchina del club toscano, dopo la negativa parentesi del lettone Marian Pahars, scivolato all'8º posto a 9 punti dalla capolista Trastevere. Termina il campionato al 5º posto e ai play-off esce in semifinale proprio per mano del club romano; nonostante ciò in estate il Siena verrà ripescato in Serie C e Gilardino potrà così tornare ad allenare in terza serie. Tuttavia il 24 ottobre, dopo il pareggio casalingo per 1-1 contro il Pescara e nonostante il momentaneo 6º posto in classifica della squadra bianconera, viene esonerato.

#### Genoa

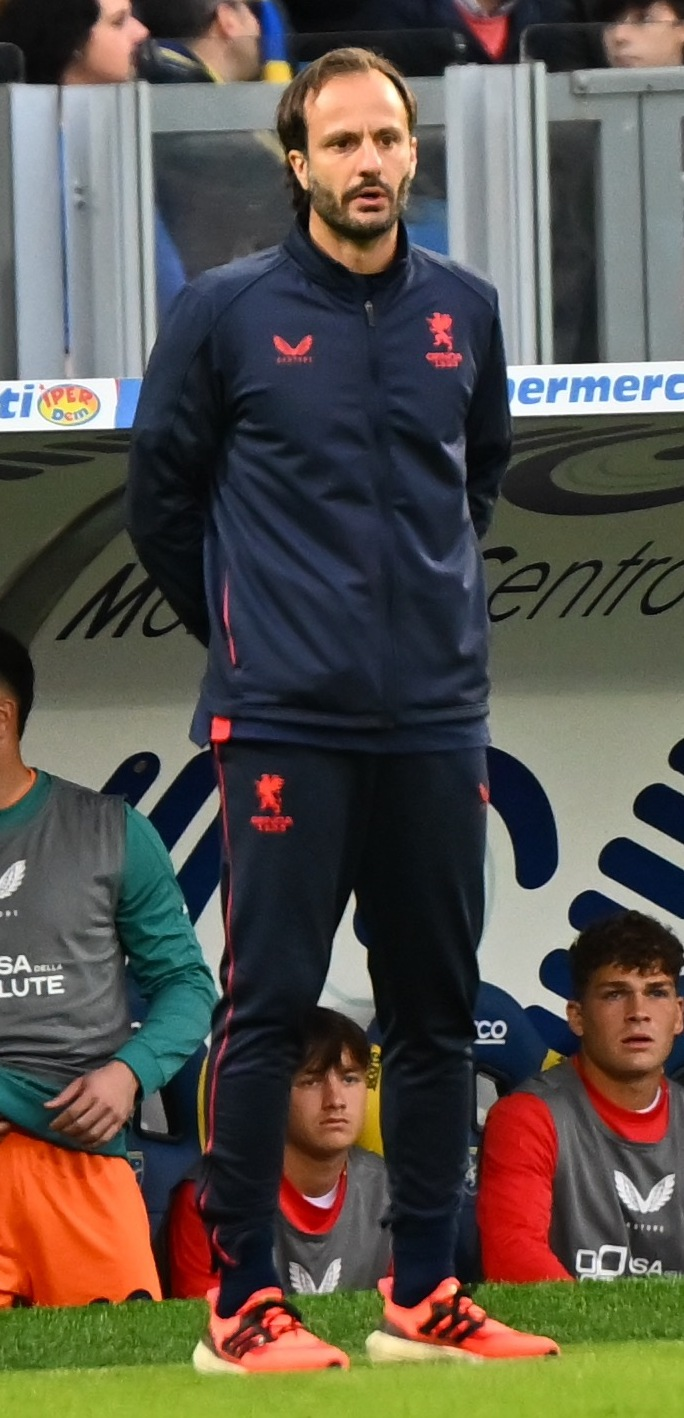
Gilardino sulla panchina del nel 2023

Il 1º luglio 2022 viene ufficializzato il suo ingaggio come nuovo allenatore della squadra Primavera del Genoa.
Ad ottobre consegue la licenza UEFA Pro, il massimo livello formativo per un allenatore.
Il 6 dicembre dello stesso anno viene promosso ad interim a tecnico della prima squadra genoana, in Serie B, in sostituzione dell'esonerato Alexander Blessin che lascia i grifoni quinti in classifica con 23 punti dopo 15 turni di campionato. All'esordio, due giorni dopo, i rossoblù si impongono sul Südtirol per 2-0; quindi il 3 gennaio 2023, Gilardino viene confermato alla guida del club fino al termine della stagione, dopo aver raccolto 10 punti su 12 nelle sue prime quattro partite. Il 5 febbraio, dopo 5 vittorie e 2 pareggi, arriva la prima sconfitta della sua gestione, in trasferta contro il Parma (2-0). Il 6 maggio, battendo l’Ascoli (2-1), il suo Genoa ottiene la promozione diretta in Serie A con otto punti di vantaggio sul Bari terzo, a due giornate dalla fine del campionato, con il record di 48 punti in 21 partite (2,28 a partita). Il 6 giugno, dopo aver terminato il campionato al secondo posto, prolunga di un anno il proprio contratto con il Genoa fino al 2025..
Il 27 agosto, Gilardino ottiene la sua prima vittoria in Serie A, vincendo per 1-0 contro la Lazio. Sotto la sua guida, il Genoa rimane stabilmente sopra la zona retrocessione per tutta la stagione e si salva con cinque giornate di anticipo  rinnovando il proprio contratto con il club rossoblu fino al 2026. Termina quindi il campionato all’undicesimo posto con 49 punti, superando il record da neo promosso di Gian Piero Gasperini (48 punti nel 2007-2008).
Il 19 novembre 2024, dopo un inizio di stagione al di sotto delle aspettative e con la squadra in quart'ultima posizione, il club comunica di aver sollevato il tecnico dall'incarico.

#### Pisa
Il 26 giugno 2025, viene annunciato l'ingaggio di Gilardino come nuovo tecnico del Pisa, neo-promosso in Serie A, con cui firma un contratto biennale (con opzione per un'ulteriore stagione) sostituendo l’ex compagno di nazionale Filippo Inzaghi.

## Statistiche
Tra club, nazionale maggiore e nazionali giovanili, Gilardino ha totalizzato globalmente 755 presenze segnando 273 gol, alla media di 0,36 gol a partita.

### Presenze e reti nei club
| Stagione          | Squadra           | Campionato        | Campionato | Campionato | Coppe nazionali | Coppe nazionali | Coppe nazionali | Coppe continentali | Coppe continentali | Coppe continentali | Altre coppe | Altre coppe | Altre coppe | Totale | Totale |
| Stagione          | Squadra           | Comp              | Pres       | Reti       | Comp            | Pres            | Reti            | Comp               | Pres               | Reti               | Comp        | Pres        | Reti        | Pres   | Reti   |
| ----------------- | ----------------- | ----------------- | ---------- | ---------- | --------------- | --------------- | --------------- | ------------------ | ------------------ | ------------------ | ----------- | ----------- | ----------- | ------ | ------ |
| 1999-2000         | Piacenza          | A                 | 17         | 3          | CI              | 0               | 0               | -                  | -                  | -                  | -           | -           | -           | 17     | 3      |
| ago.-set. 2000    | Piacenza          | B                 | 0          | 0          | CI              | 3               | 2               | -                  | -                  | -                  | -           | -           | -           | 3      | 2      |
| Totale Piacenza   | Totale Piacenza   | Totale Piacenza   | 17         | 3          |                 | 3               | 2               |                    | -                  | -                  |             | -           | -           | 20     | 5      |
| 2000-2001         | Verona            | A                 | 22+2       | 3          | CI              | 0               | 0               | -                  | -                  | -                  | -           | -           | -           | 24     | 3      |
| 2001-2002         | Verona            | A                 | 17         | 2          | CI              | 2               | 1               | -                  | -                  | -                  |             | -           | -           | 19     | 3      |
| Totale Verona     | Totale Verona     | Totale Verona     | 39+2       | 5          |                 | 2               | 1               |                    | -                  | -                  |             | -           | -           | 43     | 6      |
| 2002-2003         | Parma             | A                 | 24         | 4          | CI              | 2               | 1               | CU                 | 2                  | 0                  | -           | -           | -           | 28     | 5      |
| 2003-2004         | Parma             | A                 | 34         | 23         | CI              | 2               | 0               | CU                 | 4                  | 3                  | -           | -           | -           | 40     | 26     |
| 2004-2005         | Parma             | A                 | 38+1       | 23+1       | CI              | 1               | 0               | CU                 | 8                  | 1                  | -           | -           | -           | 48     | 25     |
| Totale Parma      | Totale Parma      | Totale Parma      | 96+1       | 50+1       |                 | 5               | 1               |                    | 14                 | 4                  |             | -           | -           | 116    | 56     |
| 2005-2006         | Milan             | A                 | 34         | 17         | CI              | 3               | 2               | UCL                | 10                 | 0                  | -           | -           | -           | 47     | 19     |
| 2006-2007         | Milan             | A                 | 30         | 12         | CI              | 4               | 2               | UCL                | 11                 | 2                  | -           | -           | -           | 45     | 16     |
| 2007-2008         | Milan             | A                 | 30         | 7          | CI              | 1               | 0               | UCL                | 7                  | 2                  | SU+Cmc      | 1+1         | 0           | 40     | 9      |
| Totale Milan      | Totale Milan      | Totale Milan      | 94         | 36         |                 | 8               | 4               |                    | 28                 | 4                  |             | 2           | 0           | 132    | 44     |
| 2008-2009         | Fiorentina        | A                 | 35         | 19         | CI              | 1               | 0               | UCL+CU             | 8+2                | 5+1                | -           | -           | -           | 46     | 25     |
| 2009-2010         | Fiorentina        | A                 | 36         | 15         | CI              | 3               | 0               | UCL                | 9                  | 4                  | -           | -           | -           | 48     | 19     |
| 2010-2011         | Fiorentina        | A                 | 35         | 12         | CI              | 1               | 0               | -                  | -                  | -                  | -           | -           | -           | 36     | 12     |
| 2011-gen. 2012    | Fiorentina        | A                 | 12         | 2          | CI              | 1               | 1               | -                  | -                  | -                  | -           | -           | -           | 13     | 3      |
| gen.-giu. 2012    | Genoa             | A                 | 14         | 4          | CI              | 0               | 0               | -                  | -                  | -                  | -           | -           | -           | 14     | 4      |
| ago. 2012         | Genoa             | A                 | 0          | 0          | CI              | 1               | 1               | -                  | -                  | -                  | -           | -           | -           | 1      | 1      |
| 2012-2013         | Bologna           | A                 | 36         | 13         | CI              | 1               | 0               | -                  | -                  | -                  | -           | -           | -           | 37     | 13     |
| 2013-2014         | Genoa             | A                 | 36         | 15         | CI              | 1               | 1               | -                  | -                  | -                  | -           | -           | -           | 37     | 16     |
| Totale Genoa      | Totale Genoa      | Totale Genoa      | 50         | 19         |                 | 2               | 2               |                    | -                  | -                  |             | -           | -           | 52     | 21     |
| 2014              | Guangzhou E.      | CSL               | 14         | 5          | CC              | 1               | 1               | ACL                | 2                  | 0                  | SC          | 0           | 0           | 17     | 6      |
| gen.-giu. 2015    | Fiorentina        | A                 | 14         | 4          | CI              | 0               | 0               | UEL                | 0                  | 0                  | -           | -           | -           | 14     | 4      |
| Totale Fiorentina | Totale Fiorentina | Totale Fiorentina | 132        | 52         |                 | 6               | 1               |                    | 19                 | 10                 |             | -           | -           | 157    | 63     |
| 2015-2016         | Palermo           | A                 | 33         | 10         | CI              | 1               | 1               | -                  | -                  | -                  | -           | -           | -           | 34     | 11     |
| 2016-gen. 2017    | Empoli            | A                 | 14         | 0          | CI              | 2               | 1               | -                  | -                  | -                  | -           | -           | -           | 16     | 1      |
| gen.-giu. 2017    | Pescara           | A                 | 3          | 0          | CI              | 0               | 0               | -                  | -                  | -                  | -           | -           | -           | 3      | 0      |
| 2017-2018         | Spezia            | B                 | 16         | 6          | CI              | 0               | 0               | -                  | -                  | -                  | -           | -           | -           | 16     | 6      |
| Totale carriera   | Totale carriera   | Totale carriera   | 547+3      | 200        |                 | 31              | 13              |                    | 63                 | 18                 |             | 2           | 0           | 646    | 232    |

### Cronologia presenze e reti in nazionale
| Cronologia completa delle presenze e delle reti in nazionale ― Italia | Cronologia completa delle presenze e delle reti in nazionale ― Italia | Cronologia completa delle presenze e delle reti in nazionale ― Italia | Cronologia completa delle presenze e delle reti in nazionale ― Italia | Cronologia completa delle presenze e delle reti in nazionale ― Italia | Cronologia completa delle presenze e delle reti in nazionale ― Italia | Cronologia completa delle presenze e delle reti in nazionale ― Italia | Cronologia completa delle presenze e delle reti in nazionale ― Italia |
| Data                                                                  | Città                                                                 | In casa                                                               | Risultato                                                             | Ospiti                                                                | Competizione                                                          | Reti                                                                  | Note                                                                  |
| --------------------------------------------------------------------- | --------------------------------------------------------------------- | --------------------------------------------------------------------- | --------------------------------------------------------------------- | --------------------------------------------------------------------- | --------------------------------------------------------------------- | --------------------------------------------------------------------- | --------------------------------------------------------------------- |
| 4-9-2004                                                              | Palermo                                                               | Italia                                                                | 2 – 1                                                                 | Norvegia                                                              | Qual. Mondiali 2006                                                   | -                                                                     | 59’                                                                   |
| 8-9-2004                                                              | Chișinău                                                              | Moldavia                                                              | 0 – 1                                                                 | Italia                                                                | Qual. Mondiali 2006                                                   | -                                                                     | 80’                                                                   |
| 9-10-2004                                                             | Celje                                                                 | Slovenia                                                              | 1 – 0                                                                 | Italia                                                                | Qual. Mondiali 2006                                                   | -                                                                     | 68’                                                                   |
| 13-10-2004                                                            | Parma                                                                 | Italia                                                                | 4 – 3                                                                 | Bielorussia                                                           | Qual. Mondiali 2006                                                   | 1                                                                     |                                                                       |
| 9-2-2005                                                              | Cagliari                                                              | Italia                                                                | 2 – 0                                                                 | Russia                                                                | Amichevole                                                            | 1                                                                     | 46’                                                                   |
| 26-3-2005                                                             | Milano                                                                | Italia                                                                | 2 – 0                                                                 | Scozia                                                                | Qual. Mondiali 2006                                                   | -                                                                     |                                                                       |
| 17-8-2005                                                             | Dublino                                                               | Irlanda                                                               | 1 – 2                                                                 | Italia                                                                | Amichevole                                                            | 1                                                                     | 46’                                                                   |
| 7-9-2005                                                              | Minsk                                                                 | Bielorussia                                                           | 1 – 4                                                                 | Italia                                                                | Qual. Mondiali 2006                                                   | -                                                                     | 56’                                                                   |
| 8-10-2005                                                             | Palermo                                                               | Italia                                                                | 1 – 0                                                                 | Slovenia                                                              | Qual. Mondiali 2006                                                   | -                                                                     | 60’                                                                   |
| 12-10-2005                                                            | Lecce                                                                 | Italia                                                                | 2 – 1                                                                 | Moldavia                                                              | Qual. Mondiali 2006                                                   | 1                                                                     | 67’                                                                   |
| 12-11-2005                                                            | Amsterdam                                                             | Paesi Bassi                                                           | 1 – 3                                                                 | Italia                                                                | Amichevole                                                            | 1                                                                     | 60’                                                                   |
| 16-11-2005                                                            | Ginevra                                                               | Italia                                                                | 1 – 1                                                                 | Costa d'Avorio                                                        | Amichevole                                                            | -                                                                     | 46’                                                                   |
| 1-3-2006                                                              | Firenze                                                               | Italia                                                                | 4 – 1                                                                 | Germania                                                              | Amichevole                                                            | 1                                                                     | 64’                                                                   |
| 31-5-2006                                                             | Ginevra                                                               | Svizzera                                                              | 1 – 1                                                                 | Italia                                                                | Amichevole                                                            | 1                                                                     | 46’                                                                   |
| 2-6-2006                                                              | Losanna                                                               | Ucraina                                                               | 0 – 0                                                                 | Italia                                                                | Amichevole                                                            | -                                                                     |                                                                       |
| 12-6-2006                                                             | Hannover                                                              | Italia                                                                | 2 – 0                                                                 | Ghana                                                                 | Mondiali 2006 - 1º turno                                              | -                                                                     | 64’                                                                   |
| 17-6-2006                                                             | Kaiserslautern                                                        | Italia                                                                | 1 – 1                                                                 | Stati Uniti                                                           | Mondiali 2006 - 1º turno                                              | 1                                                                     |                                                                       |
| 22-6-2006                                                             | Amburgo                                                               | Rep. Ceca                                                             | 0 – 2                                                                 | Italia                                                                | Mondiali 2006 - 1º turno                                              | -                                                                     | 60’                                                                   |
| 26-6-2006                                                             | Kaiserslautern                                                        | Italia                                                                | 1 – 0                                                                 | Australia                                                             | Mondiali 2006 - Ottavi di finale                                      | -                                                                     | 46’                                                                   |
| 4-7-2006                                                              | Dortmund                                                              | Germania                                                              | 0 – 2 dts                                                             | Italia                                                                | Mondiali 2006 - Semifinale                                            | -                                                                     | 74’                                                                   |
| 2-9-2006                                                              | Napoli                                                                | Italia                                                                | 1 – 1                                                                 | Lituania                                                              | Qual. Euro 2008                                                       | -                                                                     | 72’                                                                   |
| 6-9-2006                                                              | Parigi                                                                | Francia                                                               | 3 – 1                                                                 | Italia                                                                | Qual. Euro 2008                                                       | 1                                                                     | 65’ 87’                                                               |
| 15-11-2006                                                            | Bergamo                                                               | Italia                                                                | 1 – 1                                                                 | Turchia                                                               | Amichevole                                                            | -                                                                     | 46’                                                                   |
| 17-10-2007                                                            | Siena                                                                 | Italia                                                                | 2 – 0                                                                 | Sudafrica                                                             | Amichevole                                                            | -                                                                     | 59’                                                                   |
| 21-11-2007                                                            | Modena                                                                | Italia                                                                | 3 – 1                                                                 | Fær Øer                                                               | Qual. Euro 2008                                                       | -                                                                     | 58’                                                                   |
| 20-8-2008                                                             | Nizza                                                                 | Italia                                                                | 2 – 2                                                                 | Austria                                                               | Amichevole                                                            | 1                                                                     |                                                                       |
| 6-9-2008                                                              | Larnaca                                                               | Cipro                                                                 | 1 – 2                                                                 | Italia                                                                | Qual. Mondiali 2010                                                   | -                                                                     |                                                                       |
| 11-10-2008                                                            | Sofia                                                                 | Bulgaria                                                              | 0 – 0                                                                 | Italia                                                                | Qual. Mondiali 2010                                                   | -                                                                     | 73’                                                                   |
| 15-10-2008                                                            | Lecce                                                                 | Italia                                                                | 2 – 1                                                                 | Montenegro                                                            | Qual. Mondiali 2010                                                   | -                                                                     |                                                                       |
| 19-11-2008                                                            | Atene                                                                 | Grecia                                                                | 1 – 1                                                                 | Italia                                                                | Amichevole                                                            | -                                                                     | 60’                                                                   |
| 10-2-2009                                                             | Londra                                                                | Brasile                                                               | 2 – 0                                                                 | Italia                                                                | Amichevole                                                            | -                                                                     | 46’                                                                   |
| 10-6-2009                                                             | Pretoria                                                              | Italia                                                                | 4 – 3                                                                 | Nuova Zelanda                                                         | Amichevole                                                            | 2                                                                     | 60’                                                                   |
| 15-6-2009                                                             | Pretoria                                                              | Stati Uniti                                                           | 1 – 3                                                                 | Italia                                                                | Conf. Cup 2009 - 1º turno                                             | -                                                                     | 69’                                                                   |
| 21-6-2009                                                             | Pretoria                                                              | Italia                                                                | 0 – 3                                                                 | Brasile                                                               | Conf. Cup 2009 - 1º turno                                             | -                                                                     | 57’                                                                   |
| 12-8-2009                                                             | Basilea                                                               | Svizzera                                                              | 0 – 0                                                                 | Italia                                                                | Amichevole                                                            | -                                                                     | 46’                                                                   |
| 9-9-2009                                                              | Torino                                                                | Italia                                                                | 2 – 0                                                                 | Bulgaria                                                              | Qual. Mondiali 2010                                                   | -                                                                     | 57’                                                                   |
| 10-10-2009                                                            | Dublino                                                               | Irlanda                                                               | 2 – 2                                                                 | Italia                                                                | Qual. Mondiali 2010                                                   | 1                                                                     | 76’                                                                   |
| 14-10-2009                                                            | Parma                                                                 | Italia                                                                | 3 – 2                                                                 | Cipro                                                                 | Qual. Mondiali 2010                                                   | 3                                                                     |                                                                       |
| 14-11-2009                                                            | Pescara                                                               | Italia                                                                | 0 – 0                                                                 | Paesi Bassi                                                           | Amichevole                                                            | -                                                                     | 76’                                                                   |
| 3-6-2010                                                              | Bruxelles                                                             | Italia                                                                | 1 – 2                                                                 | Messico                                                               | Amichevole                                                            | -                                                                     | 63’                                                                   |
| 5-6-2010                                                              | Ginevra                                                               | Svizzera                                                              | 1 – 1                                                                 | Italia                                                                | Amichevole                                                            | -                                                                     | 78’                                                                   |
| 14-6-2010                                                             | Città del Capo                                                        | Italia                                                                | 1 – 1                                                                 | Paraguay                                                              | Mondiali 2010 - 1º turno                                              | -                                                                     | 72’                                                                   |
| 20-6-2010                                                             | Nelspruit                                                             | Italia                                                                | 1 – 1                                                                 | Nuova Zelanda                                                         | Mondiali 2010 - 1º turno                                              | -                                                                     | 46’                                                                   |
| 7-9-2010                                                              | Firenze                                                               | Italia                                                                | 5 – 0                                                                 | Fær Øer                                                               | Qual. Euro 2012                                                       | 1                                                                     | 59’                                                                   |
| 17-11-2010                                                            | Klagenfurt am Wörthersee                                              | Romania                                                               | 1 – 1                                                                 | Italia                                                                | Amichevole                                                            | -                                                                     | 46’                                                                   |
| 29-3-2011                                                             | Kiev                                                                  | Ucraina                                                               | 0 – 2                                                                 | Italia                                                                | Amichevole                                                            | -                                                                     | Cap. - 76’                                                            |
| 7-6-2011                                                              | Liegi                                                                 | Italia                                                                | 0 – 2                                                                 | Irlanda                                                               | Amichevole                                                            | -                                                                     | 58’                                                                   |
| 6-2-2013                                                              | Amsterdam                                                             | Paesi Bassi                                                           | 1 – 1                                                                 | Italia                                                                | Amichevole                                                            | -                                                                     | 71’                                                                   |
| 21-3-2013                                                             | Ginevra                                                               | Italia                                                                | 2 – 2                                                                 | Brasile                                                               | Amichevole                                                            | -                                                                     | 83’                                                                   |
| 26-3-2013                                                             | Ta' Qali                                                              | Malta                                                                 | 0 – 2                                                                 | Italia                                                                | Qual. Mondiali 2014                                                   | -                                                                     | 86’                                                                   |
| 31-5-2013                                                             | Bologna                                                               | Italia                                                                | 4 – 0                                                                 | San Marino                                                            | Amichevole                                                            | 1                                                                     | 50’                                                                   |
| 11-6-2013                                                             | Rio de Janeiro                                                        | Italia                                                                | 2 – 2                                                                 | Haiti                                                                 | Amichevole                                                            | -                                                                     | Cap. - 55’                                                            |
| 16-6-2013                                                             | Rio de Janeiro                                                        | Messico                                                               | 1 – 2                                                                 | Italia                                                                | Conf. Cup 2013 - 1º turno                                             | -                                                                     | 86’                                                                   |
| 27-6-2013                                                             | Fortaleza                                                             | Spagna                                                                | 0 – 0 dts (7 - 6 dtr)                                                 | Italia                                                                | Conf. Cup 2013 - Semifinale                                           | -                                                                     | 91’                                                                   |
| 30-6-2013                                                             | Salvador                                                              | Italia                                                                | 2 – 2 dts (3 - 2 dtr)                                                 | Uruguay                                                               | Conf. Cup 2013 - Finale 3º posto                                      | -                                                                     |                                                                       |
| 6-9-2013                                                              | Palermo                                                               | Italia                                                                | 1 – 0                                                                 | Bulgaria                                                              | Qual. Mondiali 2014                                                   | 1                                                                     |                                                                       |
| 11-10-2013                                                            | Copenaghen                                                            | Danimarca                                                             | 2 – 2                                                                 | Italia                                                                | Qual. Mondiali 2014                                                   | -                                                                     | 82’                                                                   |
| Totale                                                                |                                                                       | Presenze (37º posto)                                                  | 57                                                                    |                                                                       | Reti (13º posto)                                                      | 19                                                                    |                                                                       |

### Statistiche da allenatore
Statistiche aggiornate al 19 novembre 2024.
| Stagione        | Squadra         | Campionato      | Campionato | Campionato | Campionato | Campionato | Coppe nazionali | Coppe nazionali | Coppe nazionali | Coppe nazionali | Coppe nazionali | Coppe continentali | Coppe continentali | Coppe continentali | Coppe continentali | Coppe continentali | Altre coppe | Altre coppe | Altre coppe | Altre coppe | Altre coppe | Totale | Totale | Totale | Totale | % Vittorie | Piazzamento      |
| Stagione        | Squadra         | Comp            | G          | V          | N          | P          | Comp            | G               | V               | N               | P               | Comp               | G                  | V                  | N                  | P                  | Comp        | G           | V           | N           | P           | G      | V      | N      | P      | %          | Piazzamento      |
| --------------- | --------------- | --------------- | ---------- | ---------- | ---------- | ---------- | --------------- | --------------- | --------------- | --------------- | --------------- | ------------------ | ------------------ | ------------------ | ------------------ | ------------------ | ----------- | ----------- | ----------- | ----------- | ----------- | ------ | ------ | ------ | ------ | ---------- | ---------------- |
| mar.-giu. 2019  | Rezzato         | D               | 9+1        | 6+0        | 0+0        | 3+1        | CI+CI-D         | -               | -               | -               | -               | -                  | -                  | -                  | -                  | -                  | -           | -           | -           | -           | -           | 10     | 6      | 0      | 4      | 60,00      | Sub. 4º          |
| 2019-2020       | Pro Vercelli    | C               | 26         | 7          | 10         | 9          | CI+CI-C         | 2+2             | 1+1             | 0+0             | 1+1             | -                  | -                  | -                  | -                  | -                  | -           | -           | -           | -           | -           | 30     | 9      | 10     | 11     | 30,00      | 14º              |
| 2020-2021       | Siena           | D               | 27+1       | 14+0       | 6+0        | 7+1        | -               | -               | -               | -               | -               | -                  | -                  | -                  | -                  | -                  | -           | -           | -           | -           | -           | 28     | 14     | 6      | 8      | 50,00      | Dimis., Sub. 5º  |
| lug.-ott. 2021  | Siena           | C               | 11         | 4          | 5          | 2          | CI-C            | 2               | 0               | 1               | 1               | -                  | -                  | -                  | -                  | -                  | -           | -           | -           | -           | -           | 13     | 4      | 6      | 3      | 30,77      | Eson.            |
| Totale Siena    | Totale Siena    | Totale Siena    | 39         | 18         | 11         | 10         |                 | 2               | 0               | 1               | 1               |                    | -                  | -                  | -                  | -                  |             | -           | -           | -           | -           | 41     | 18     | 12     | 11     | 43,90      |                  |
| dic. 2022-2023  | Genoa           | B               | 23         | 15         | 6          | 2          | CI              | 1               | 0               | 0               | 1               | -                  | -                  | -                  | -                  | -                  | -           | -           | -           | -           | -           | 24     | 15     | 6      | 3      | 62,50      | Sub., 2º (prom.) |
| 2023-2024       | Genoa           | A               | 38         | 12         | 13         | 13         | CI              | 3               | 2               | 0               | 1               | -                  | -                  | -                  | -                  | -                  | -           | -           | -           | -           | -           | 41     | 14     | 13     | 14     | 34,15      | 11º              |
| lug.-nov. 2024  | Genoa           | A               | 12         | 2          | 4          | 6          | CI              | 2               | 1               | 1               | 0               | -                  | -                  | -                  | -                  | -                  | -           | -           | -           | -           | -           | 14     | 3      | 5      | 6      | 21,43      | Eson.            |
| Totale Genoa    | Totale Genoa    | Totale Genoa    | 73         | 29         | 23         | 21         |                 | 6               | 3               | 1               | 2               |                    | -                  | -                  | -                  | -                  |             | -           | -           | -           | -           | 79     | 32     | 24     | 23     | 40,51      |                  |
| 2025-2026       | Pisa            | A               | 0          | 0          | 0          | 0          | CI              | 1               | 0               | 1               | 0               | -                  | -                  | -                  | -                  | -                  | -           | -           | -           | -           | -           | 1      | 0      | 1      | 0      | &0,00      | in corso         |
| Totale carriera | Totale carriera | Totale carriera | 148        | 60         | 44         | 44         |                 | 13              | 5               | 3               | 5               |                    | -                  | -                  | -                  | -                  |             | -           | -           | -           | -           | 161    | 65     | 47     | 49     | 40,37      |                  |

## Palmarès

### Giocatore

#### Club

##### Competizioni nazionali
- Chinese Super League: 1

Guangzhou Evergrande: 2014

##### Competizioni internazionali
- UEFA Champions League: 1

Milan: 2006-2007
- Supercoppa UEFA: 1

Milan: 2007
- Coppa del mondo per club: 1

Milan: 2007

#### Nazionale

##### Competizioni giovanili e olimpiche
- Campionato d'Europa Under-21: 1

Germania 2004
- Bronzo olimpico: 1

Atene 2004

##### Competizioni maggiori
- Campionato mondiale: 1

Germania 2006

#### Individuale
- Oscar del calcio AIC: 3

Miglior giovane: 2004
Miglior italiano: 2005
Miglior assoluto: 2005
- Miglior giocatore dell'Europeo Under-21: 1

Germania 2004
- Capocannoniere dell'Europeo Under-21: 1

Germania 2004 (4 gol, ex aequo con Johan Elmander)